# Хофман, Андреас
Андреас Хофман (нем. Andreas Hofmann; 16 декабря 1991, Гейдельберг) — немецкий метатель копья, призёр чемпионата Европы 2018 года, серебряный медалист Универсиады в Тайбэе в 2017 году.

## Биография

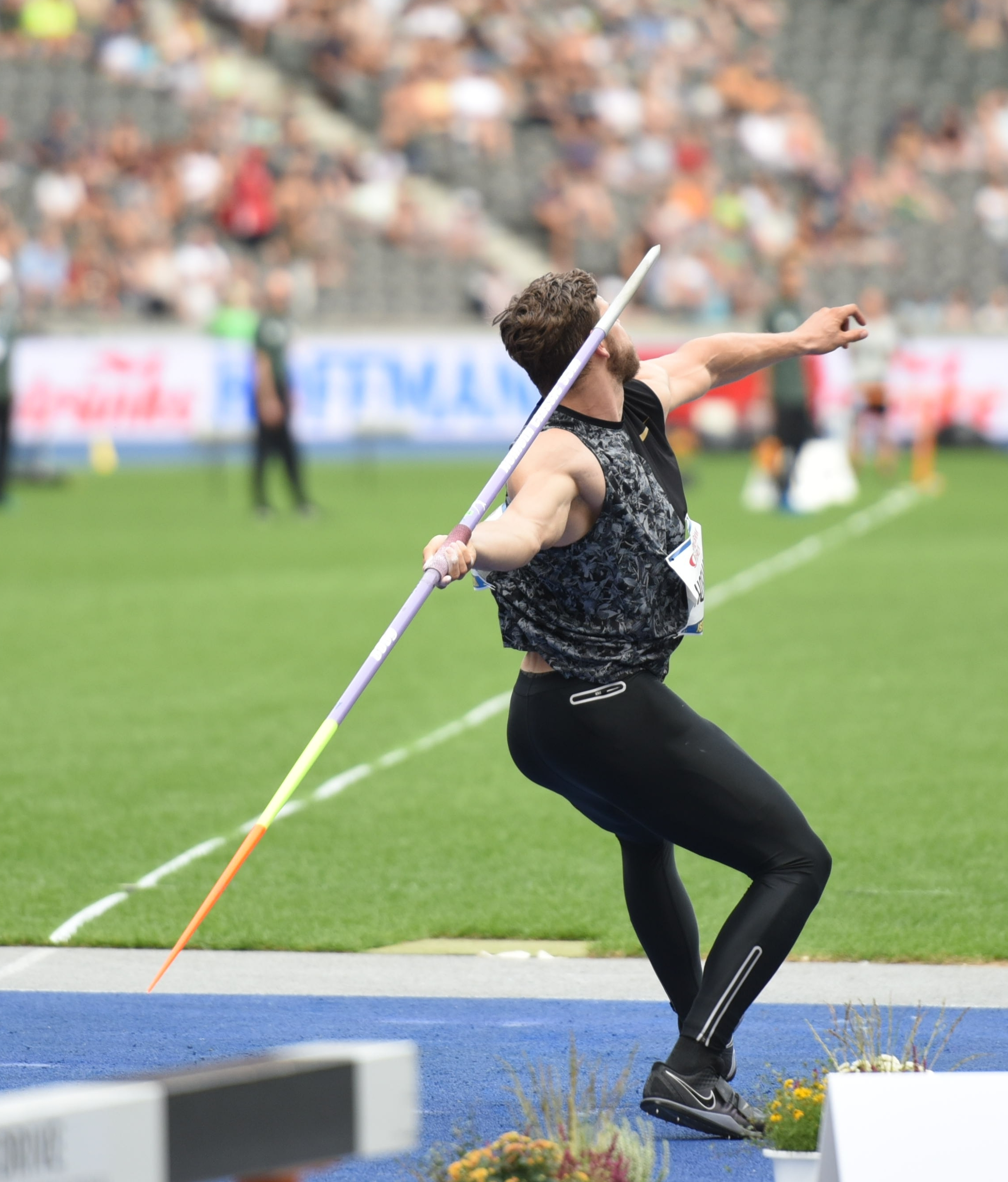
Хофман, 2019

Он выиграл золотую медаль на чемпионате Европы среди юниоров в 2009 году с броском на 75,89 метров.
В 2014 году Андреас Хофманн выиграл командный чемпионат Европы в Брауншвейге в Германии, установив новый личный рекорд 86.13  м.
26 августа 2017 года в финале на Универсиаде в Тайбэе с результатом 91,07 метра он завоевал серебряную медаль.
9 августа 2018 года Хофманн стал вице-чемпионом Европы с результатом 87,60 м на чемпионате Европы в Берлине, вслед за соотечественником Томасом Релером (89,47 м).

## Основные результаты
| Год  | Соревнования                                      | Место проведения       | Место | Результат |
| ---- | ------------------------------------------------- | ---------------------- | ----- | --------- |
| 2009 | Чемпионат Европы по лёгкой атлетике среди юниоров | Нови-Сад, Сербия       | 1     | 75,89 м   |
| 2014 | Чемпионат Европы                                  | Цюрих, Швейцария       | 9     | 77,42 м   |
| 2015 | Чемпионат мира                                    | Пекин, Китай           | 6     | 86,01     |
| 2017 | Чемпионат мира                                    | Лондон, Великобритания | 8     | 83,98 м   |
| 2017 | Летняя Универсиада 2017                           | Тайбэй, Тайвань        | 2     | 91,07 м   |
| 2018 | Чемпионат Европы                                  | Берлин, Германия       | 2     | 87,60 м   |

## Лучшие результаты по сезонам
- 2008 — 65.03
- 2009 — 77.84
- 2010 — 66.75
- 2011 — 73.98
- 2012 — 80.81
- 2013 — 75.56
- 2014 — 86.13
- 2015 — 86.14
- 2016 — 85.42
- 2017 — 91.07
- 2018 — 92.06